# Virgil Munteanu
Virgil Munteanu (ur. 10 lipca 1988 w Drobeta-Turnu Severin) – rumuński zapaśnik walczący w stylu klasycznym. Olimpijczyk z Pekinu 2008, gdzie zajął trzynaste miejsce w kategorii 55 kg.
Piąty na mistrzostwach świata w 2009. Zdobył brązowy medal na mistrzostwach Europy w 2008. Ósmy na Igrzyskach europejskich w 2015 roku.
- Turniej w Pekinie 2008

Przegrał pierwszą walkę z Amerykaninem Spenserem Mango i odpadł z turnieju.